# سان سکوندو پارمنزه
سان سکوندو پارمنزه (به ایتالیایی: San Secondo Parmense) یک کومونه در ایتالیا است که در استان پارما واقع شده‌است. سان سکوندو پارمنزه ۳۸٫۲ کیلومتر مربع مساحت و ۵٬۵۰۶ نفر جمعیت دارد.